# United States Marine Corps Force Reconnaissance
La United States Marine Corps Force Reconnaissance (ou Force Reconnaissance - FORECON) est une branche de l'US Marine Corps (USMC) créée en 1954 et spécialisée dans la reconnaissance militaire au profit des forces amphibies des Marines.
Bien que couramment considérée comme les forces spéciales de l'USMC, la « Force Recon » n'est pas intégrée dans l'United States Special Operations Command (USSOCOM).

## Histoire
Dès la première doctrine de reconnaissance amphibie de l'USMC en 1906, il semble naturel pour l'auteur de répartir les rôles respectifs de la Navy et des Marines entre ce qui concerne la mer jusqu'au rivage d'une part (hydrographie, navires, etc.), et la plage et les terres d'autre part (topographie, fortifications, dispositions de troupes ennemies). Les vrais ancêtres de la Force Recon sont, cependant, des unités de la Seconde Guerre mondiale (Amphibious Reconnaissance Company puis Amphibious Reconnaissance Battalion dans le Pacifique Centre), unités qui faisaient des reconnaissances de nuit en embarcations légères avant les débarquements du Pacifique.
L'après-guerre jusqu'au début du Viêt Nam est une période qui voit l'introduction de procédures nouvelles par rapport à la Seconde Guerre mondiale et d'intenses expérimentations : sortie/ré-entrée de sous-marin en plongée et qualification parachutiste, chute libre, système Fulton "skyhook", et saut en parachute depuis des avions à réaction F3D Skyknight et A3D Skywarrior.
Pendant la guerre du Viêt Nam, les équipes des compagnies Force Recon furent surtout employées pour patrouiller la zone des Marines dans le nord du pays pour y détecter les mouvements du Viêt Cong et les frapper en commandant des attaques d'artillerie ou aériennes. Ce concept d'emploi reçut le nom de code Stingray.

## Entrainement
En plus de l'entrainement régulier des Marines, un candidat (Private First Class jusqu'à sergent) devra aussi assister à des cours dans des écoles spécialisées :
- Basic Reconnaissance Course - at Reconnaissance Training Company, School of Infantry West.
- Survival Evasion Resistance and Escape (SERE) Training - Soit à la Naval Air Station North Island, Californie, ou à la Naval Air Station Brunswick, Maine.
- United States Army Airborne School - Fort Benning, Géorgie.
- Military Free-Fall School - Yuma Proving Grounds, Arizona.

En plus, les candidats devront compléter plusieurs autres cours qui comprennent entre autres les communications, la navigation terrestre, les opérations contre les unités du type guérilla, etc. Les possibilités de formation avancée incluent par exemple la plongée de combat ou superviseur de plongée.

## Armement
Les hommes des Force Recon utilisent comme arme légère principale le fusil d'assaut Colt M4 ou le M16A4, modifié par l'ajout de nombreux accessoires (lance-grenades, viseur, silencieux...). Leur arme secondaire est le MEU(SOC) .45 pistol, un Colt M1911 modernisé ou un Beretta M9 italien.

## Dans la culture populaire
La Force Reconnaissance apparait dans plusieurs œuvres de fiction :
- Dans le film The Rock, les terroristes sont incarnés par des soldats des Forces Spéciales de Reconnaissance des Marines.
- Dans le jeu vidéo Call of Duty 4: Modern Warfare, l'un des deux personnages principaux de la campagne est un sergent de la 1re Force Reconnaissance.
- Dans la série The Punisher sur Netflix, le personnage principal, Frank Castle interprété par Jon Bernthal, est un ancien Marines incorporé aux Force Recon, de même que son antagoniste Billy Russo interprété par Ben Barnes.
- Alex Mason, le personnage principal de Call of Duty: Black Ops, était un ancien capitaine au sein des Forces Recon avant d'être recruté par la CIA. Frank Woods était un Sergent-Artilleur des Forces Recon
- Dans Resident Evil Zero Billy Coen était sous-lieutenant des Force Recon. Il fut renvoyé sans honneur après avoir été accusé à tort du meurtre de civils durant une opération secrète.